# Ziarno – Epitafium Życia

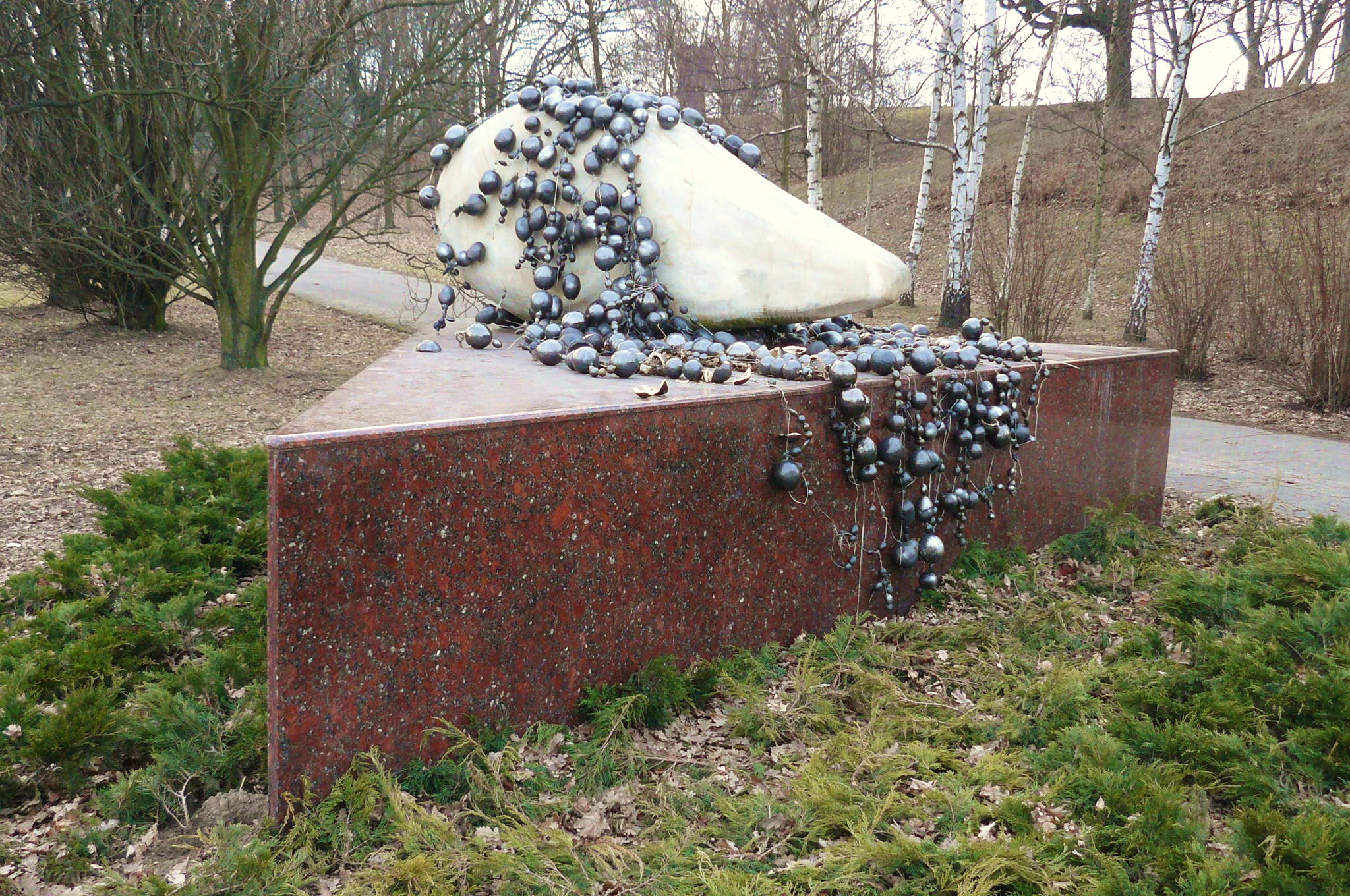
Ziarno – Epitafium Życia

Ziarno – Epitafium Życia – rzeźba plenerowa zlokalizowana w Poznaniu w centralnej części parku Cytadela, pomiędzy rozarium, a Muzeum Uzbrojenia.

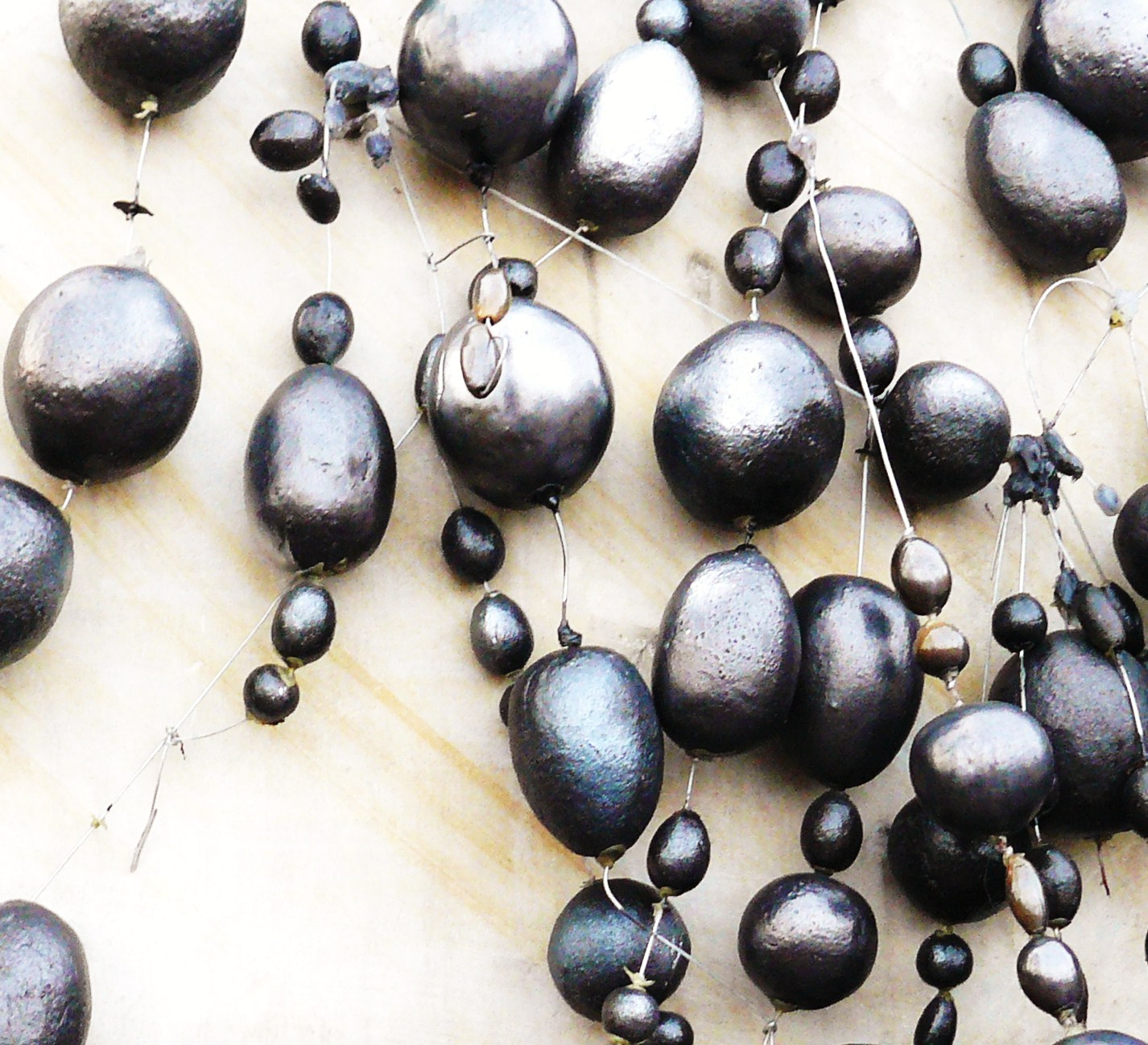
Fragment

Autorem dzieła jest Andrzej Banachowicz (ur. 1952 w Nowej Soli) – absolwent, wykładowca, pracownik dydaktyczny, profesor i prorektor Uniwersytetu Artystycznego w Poznaniu (dawnej ASP). W swojej twórczości zwraca się ku tematyce egzystencjalnej i metafizycznej, wyrażanej przede wszystkim w tkaninie artystycznej (także łączonej z innymi materiałami).
Rzeźba Ziarno – Epitafium Życia, odsłonięta w maju 2009, podejmuje także wątki egzystencjalne. Ziarno jest w kulturze popularnym symbolem początku życia, ale także ofiary z samego siebie. Dając życie, samo ulega rozkładowi, przetworzeniu w coś innego. W centralnym punkcie cokołu artysta umieścił duże, jasne ziarno, otoczone splątanymi na niciach koralami – symbolami nieuchronnego przemijania. Ziarno rozumieć można też, jako potencjalny rezerwuar możliwości. Umieszczenie obiektu na Cytadeli, miejscu forsownych walk w 1945, zakończonych śmiercią wielu ludzi, ale także odbudowanym jako park, popularnym celem spacerów z dziećmi, stanowi taki właśnie symbol śmierci i odrodzenia, ofiary i życia.
Właścicielem rzeźby jest Wojewódzka Biblioteka Publiczna w Poznaniu, a depozytariuszem Wielkopolskie Towarzystwo Zachęty Sztuk Pięknych.
W pobliżu Ziarna stoi grupa figuralna Nierozpoznani autorstwa Magdaleny Abakanowicz, a także rzeźba Kosmonauta Wacława Twarowskiego.